# 昔々、アナトリアで
『昔々、アナトリアで』（Bir Zamanlar Anadolu'da、英題:Once Upon a Time in Anatolia）は、2011年のトルコ映画。監督はヌリ・ビルゲ・ジェイラン。出演はムハンメト・ウズネル、イルマズ・アルドアン、タネル・ビルセル他。本作は第64回カンヌ国際映画祭グランプリを獲得した。

## キャスト
- ムハンメト・ウズネル : Doctor Cemal
- イルマズ・アルドアン : Commissar Naci
- タネル・ビルセル : Prosecutor Nusret
- アーメット・ムンターズ・タイラン : Chauffeur Arap Ali
- フィラット・タニシュ : Suspect Kenan
- アルジャン・ケサル : Mukhtar

## 公開
本作は2011年5月21日にカンヌ国際映画祭でプレミアを迎えた。トルコでの一般公開は2011年9月23日。日本では劇場公開されず、2014年9月5日にDVDスルーで発売された。